# Hedvintermätare
Hedvintermätare, Lycia zonaria, är en fjärilsart som först beskrevs av Michael Denis och Ignaz Schiffermüller 1775. Hedvintermätare ingår i släktet Lycia och familjen mätare, Geometridae. Enligt den svenska rödlistan är arten starkt hotad, EN, i Sverige. Arten förekommer sällsynt och lokalt i Skåne och Halland. Inga underarter finns listade i Catalogue of Life.

## Bildgalleri

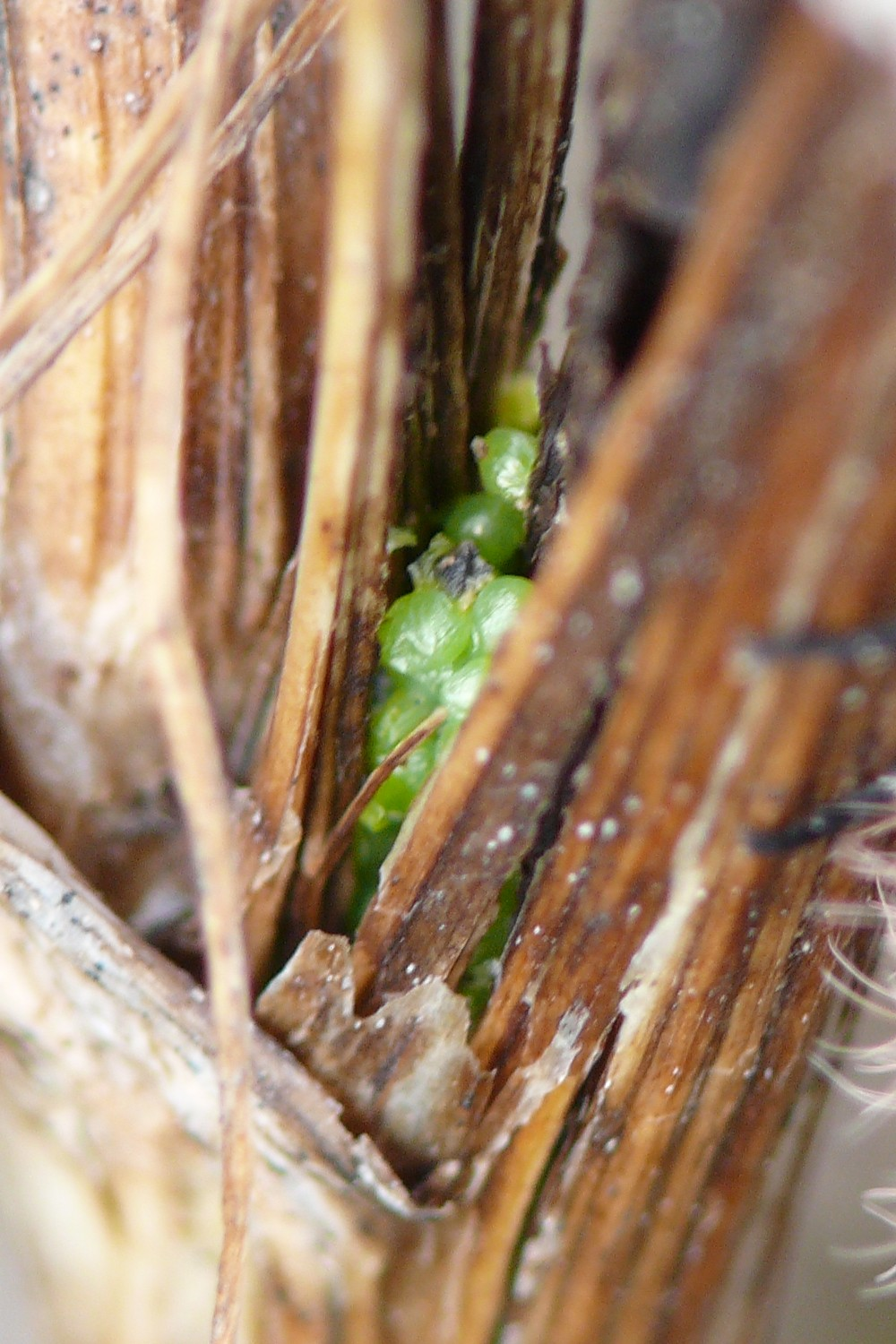
Fjärilens ägg.
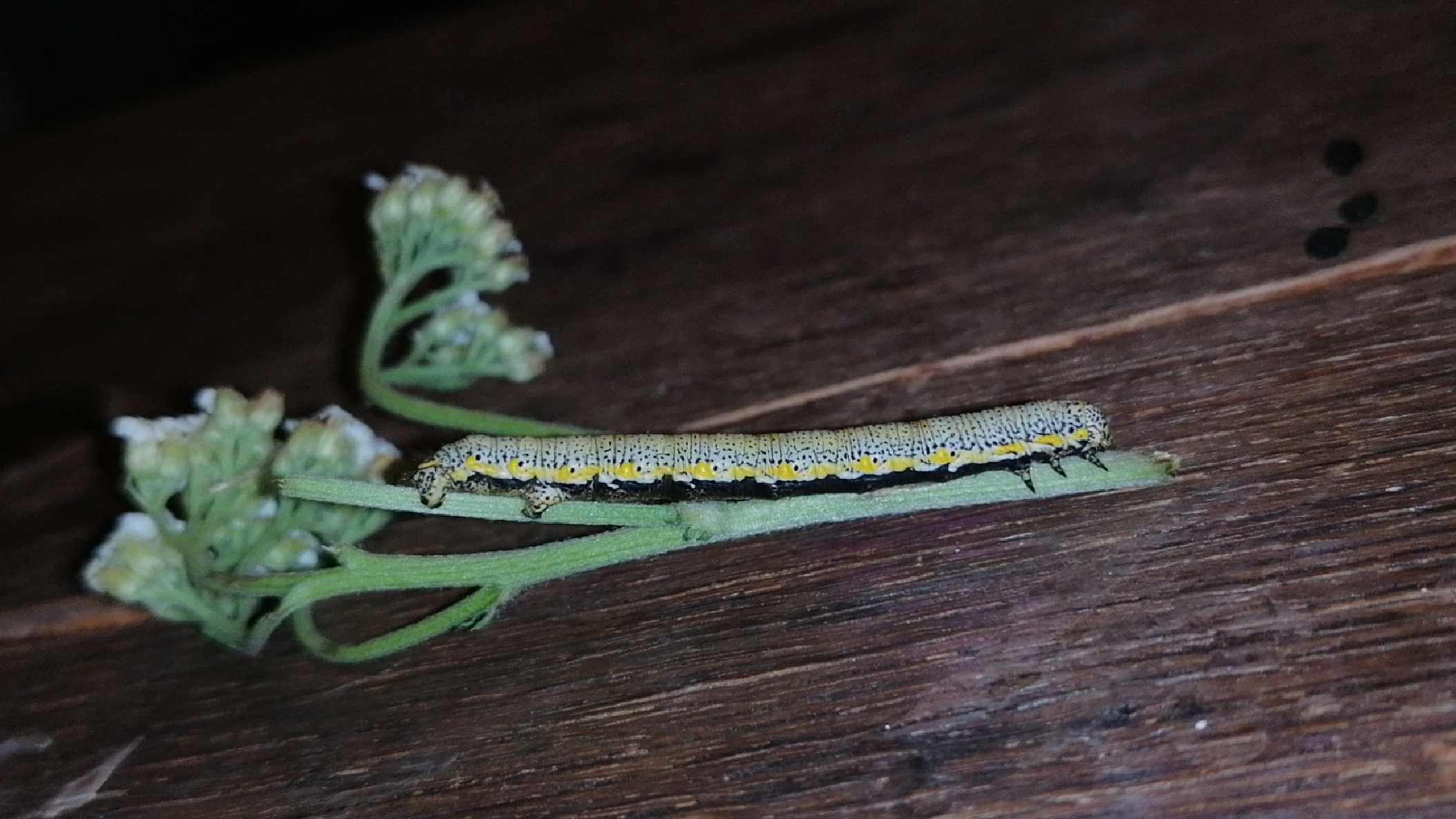
Fjärilens Larv.
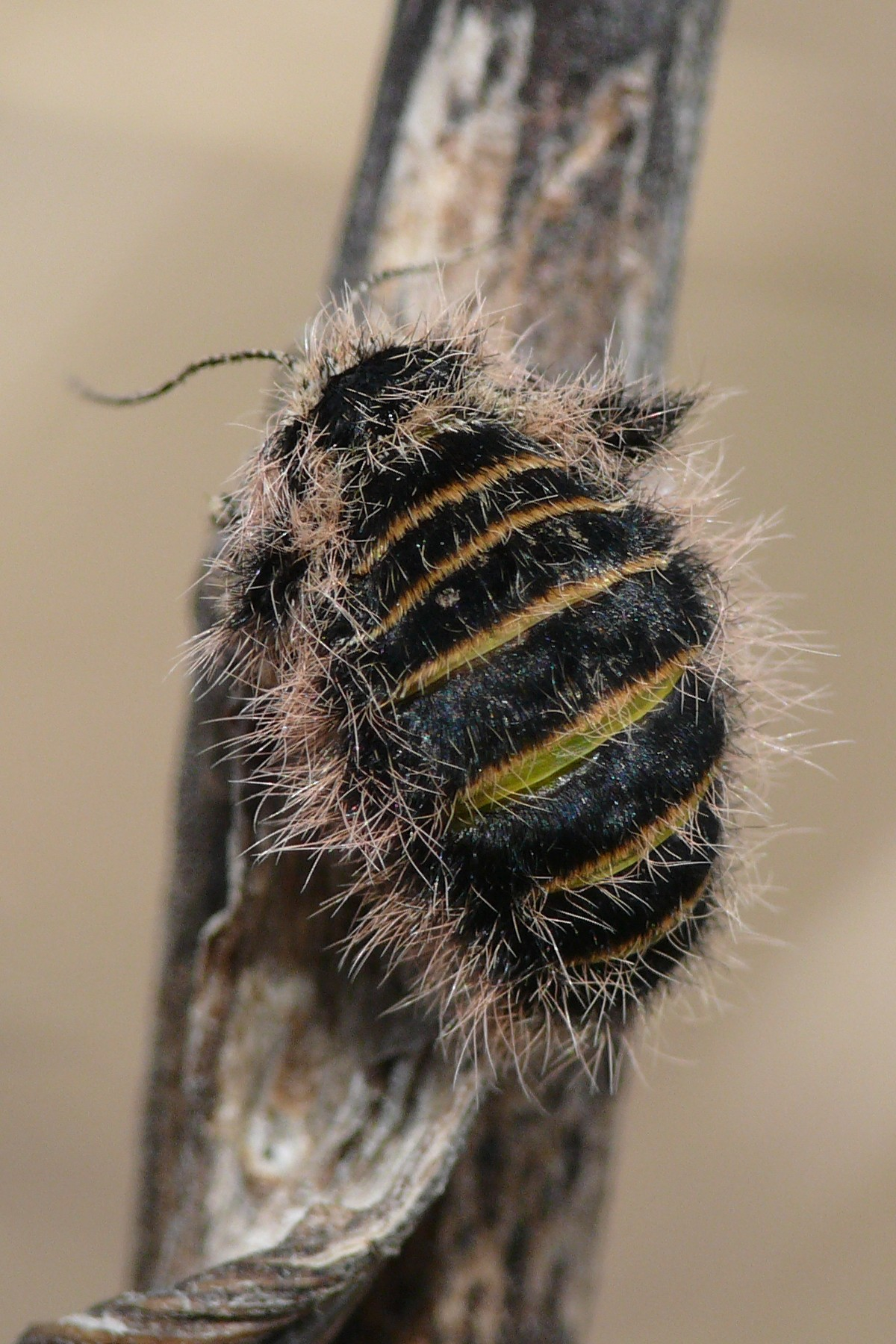
Imago fjäril, vinglös hona.
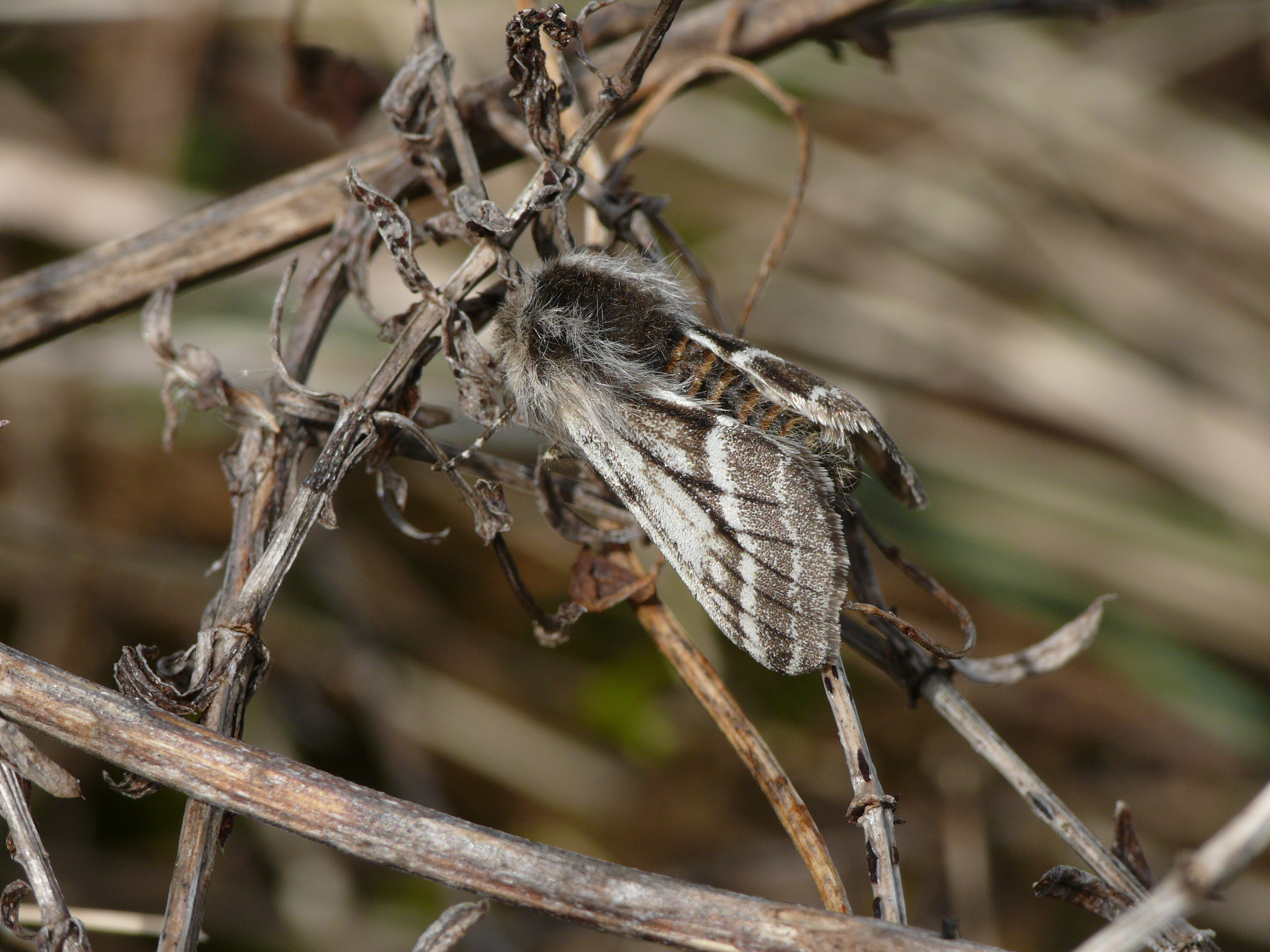
Imago fjäril, hane.
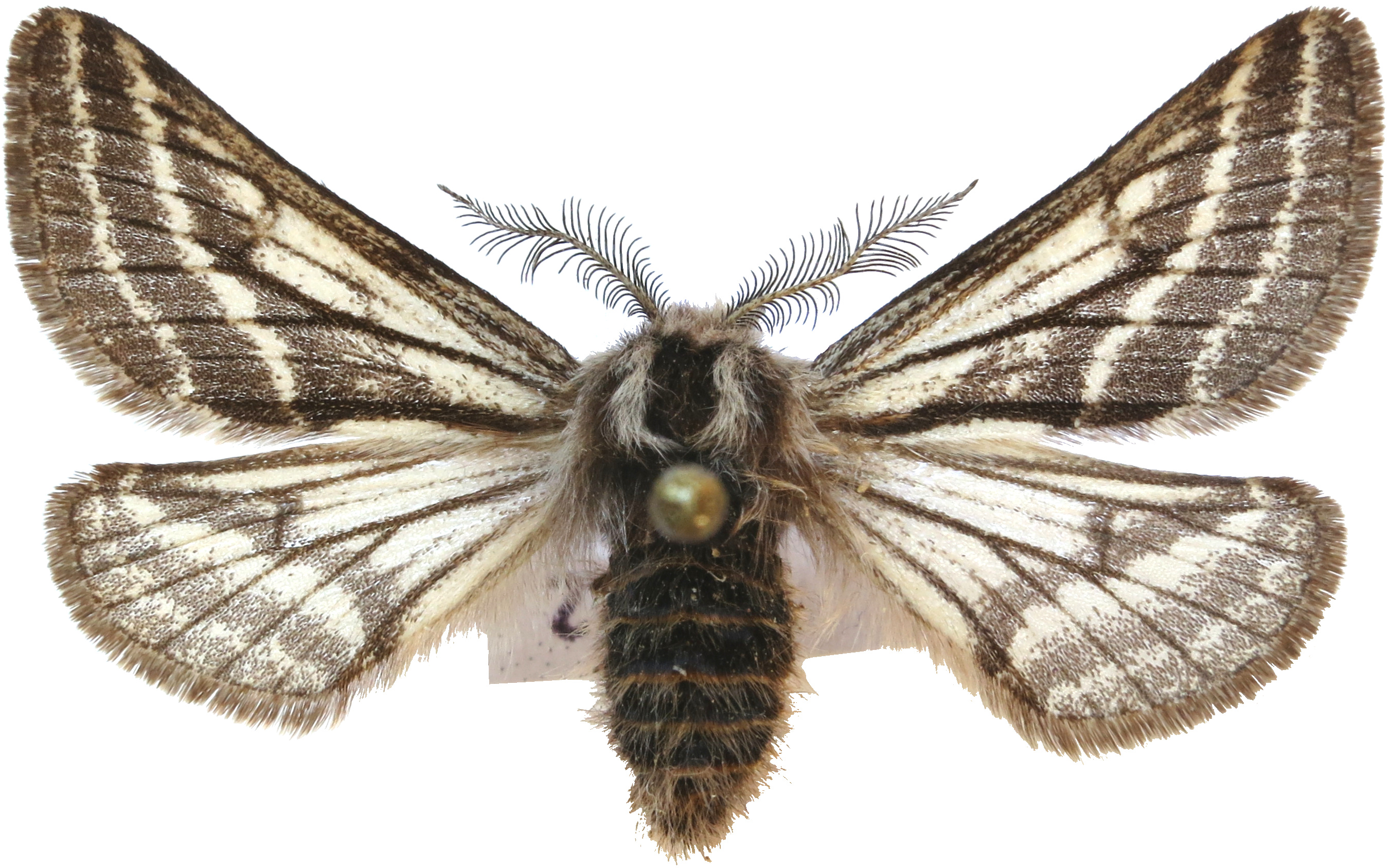
Preparerad (uppnålad) imago fjäril, hane.